# Древесные утки
Древесные, или свистящие утки (лат. Dendrocygna) — род водоплавающих птиц из семейства утиных.

## Классификация
Надродовая систематика древесных уток в настоящее время считается не устоявшийся — некоторые системы классификации, как например системы Делякруа-Майра или Джонсгарда рассматривают эту группу как относящихся к подсемейству гусиных (Anserinae) в составе семейства утиных, в то время как другие авторы выделяют их в отдельное семейство Dendrocygnidae либо относят к монотипичному подсемейству утиных Dendrocygninae. Некоторые авторы к подсемейству Dendrocygninae также относят белоспинную савку (Thalassornis leuconotus), которая по многим параметрам схожа с древесными утками.
Более точные родственные отношения среди древесных уток выглядят следующим образом:
```
Свистящие утки (Dendrocygninae)
|--
Белоспинная савка
 (
Thalassornis leuconotus
) (Thalassornithini)
|--Древесные утки (Dendrocygnini)
   |--N.N.
   |  |--
Утка-вдовушка
 (
D. viduata
)
   |  |--
Осенняя утка
 (
D. autumnalis
)
   |
   |--N.N.
      |--N.N.
      |  |--
Пятнистая свистящая утка
 (
D. guttata
)
      |  |--
Древесная черноклювая утка
 (
D. arborea
)
      |
      |--N.N.
         |--
Рыжая свистящая утка
 (
D. bicolor
)
         |--
Древесная утка Итона
 (
D. eytoni
)
         |--N.N.
            |--
Странствующая свистящая утка
 (
D. arcuata
)
            |--
Индийская свистящая утка
 (
D. javanica
)
```

## Распространение
Распространены в тропическом и субтропическом поясе. Пятнистая утка обитает на островах Австралазии: в Новой Гвинее, на Сулавеси, Минданао, Малых Зондских островах, архипелаге Бисмарка. Там же можно увидеть и странствующую утку — она населяет Северную Австралию, Филиппины, острова Ява и Калимантан, Малые Зондские и Молуккские острова, Новую Гвинею и Новую Британию. Розовоногая утка родом из Южной и Восточной Австралии. Малая утка селится в Южной и Юго-Восточной Азии от Индии на западе до островов Ява и Калимантан на юго-востоке. Ареал рыжей древесной утки более обширен — он занимает тропические районы Америки в промежутке между южными районами США и центральной Аргентиной, Африку южнее Сахары, Мадагаскар и Южную Азию (Индию и Мьянму). В Африке и Центральной и Южной Америке обитает также белолицая утка. Чисто американский вид — осенняя утка — её ареал находится в промежутке между южными районами США и Северной Аргентиной. Наконец, черноклювая утка — эндемик Антильских островов.

## Внешний вид
Древесные утки обладают промежуточными характеристиками между утками и гусями: своим телосложением они напоминают уток, а длинными ногами и шеей, а также широкими тупыми крыльями гусей. Самцы и самки внешне друг от друга не отличаются. Хорошо плавают и ныряют, собирая корм в верхних слоях воды, как и речные утки. На суше тело держат в вертикальном положении. Пальцы ног устроены так, что легко захватывают ветки деревьев, на которые некоторые виды иногда усаживаются — отсюда пошло название «древесные» (латинское именование Dendrocygna состоит из двух корней «dendro» («дерево») и «cygna» («лебедь») и буквально переводится как «древесный лебедь»). Второе название, «свистящие утки», возникло благодаря особенному способу общения между птицами — они издают мелодичные свисты. Оперение неяркое — в нём обычно преобладают коричневые, серые или бежевые тона.

## Образ жизни
Активны преимущественно в ночное время суток. Питаются преимущественно вегетативными частями водных растений и фитопланктоном, процеживая воду в верхних слоях воды. Гибридов с другими видами, в отличие от многих утиных, не образуют.
Общественные птицы — в местах ночёвок они собираются большими стаями.

## Галерея

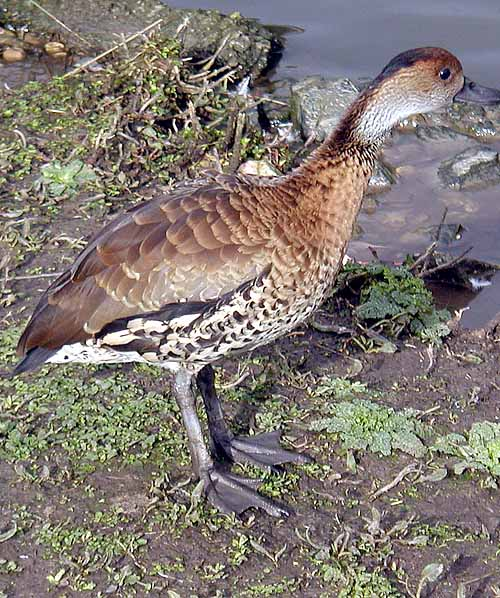
Черноклювая древесная утка (Dendrocygna arborea)
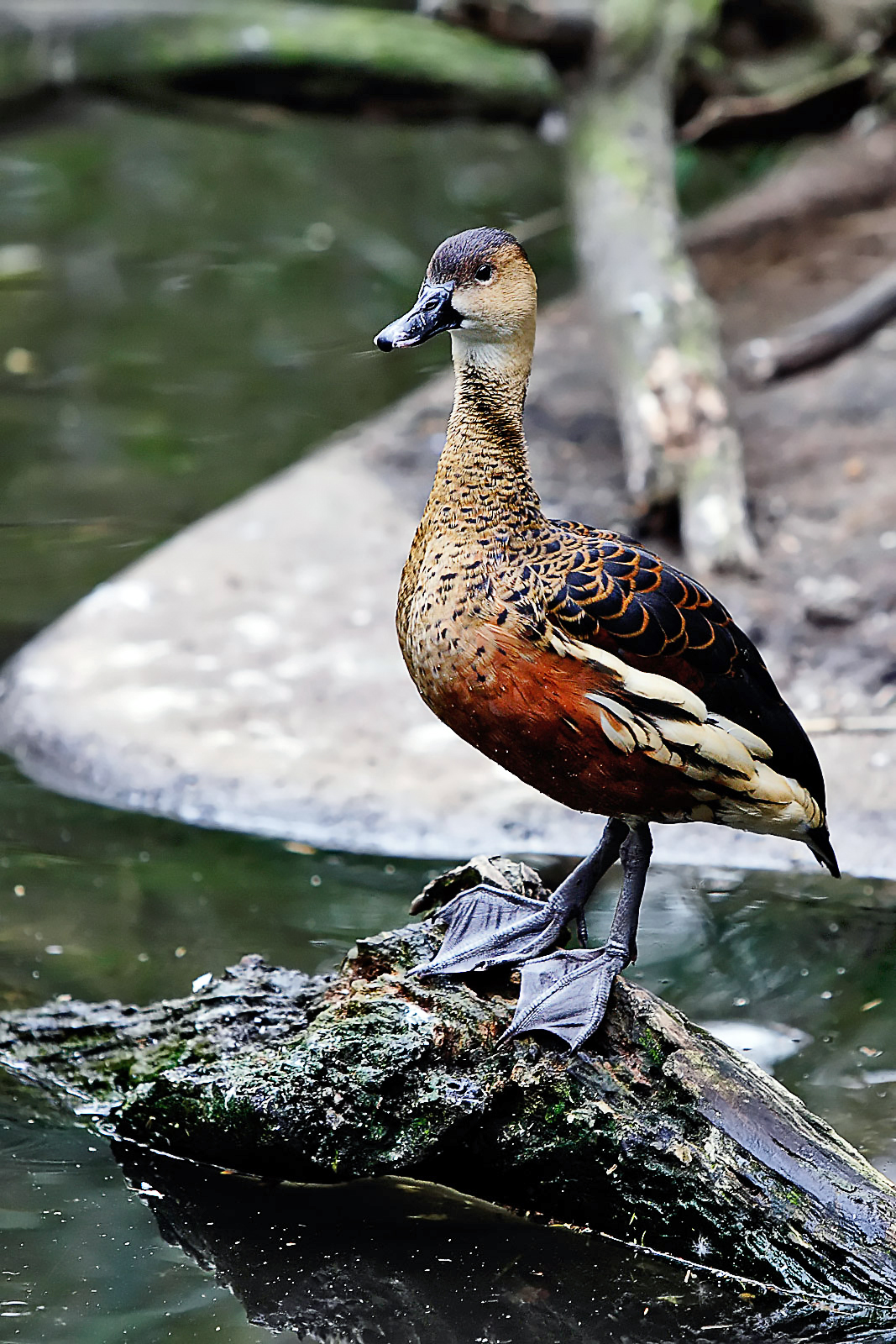
Странствующая свистящая утка (Dendrocygna arcuata)
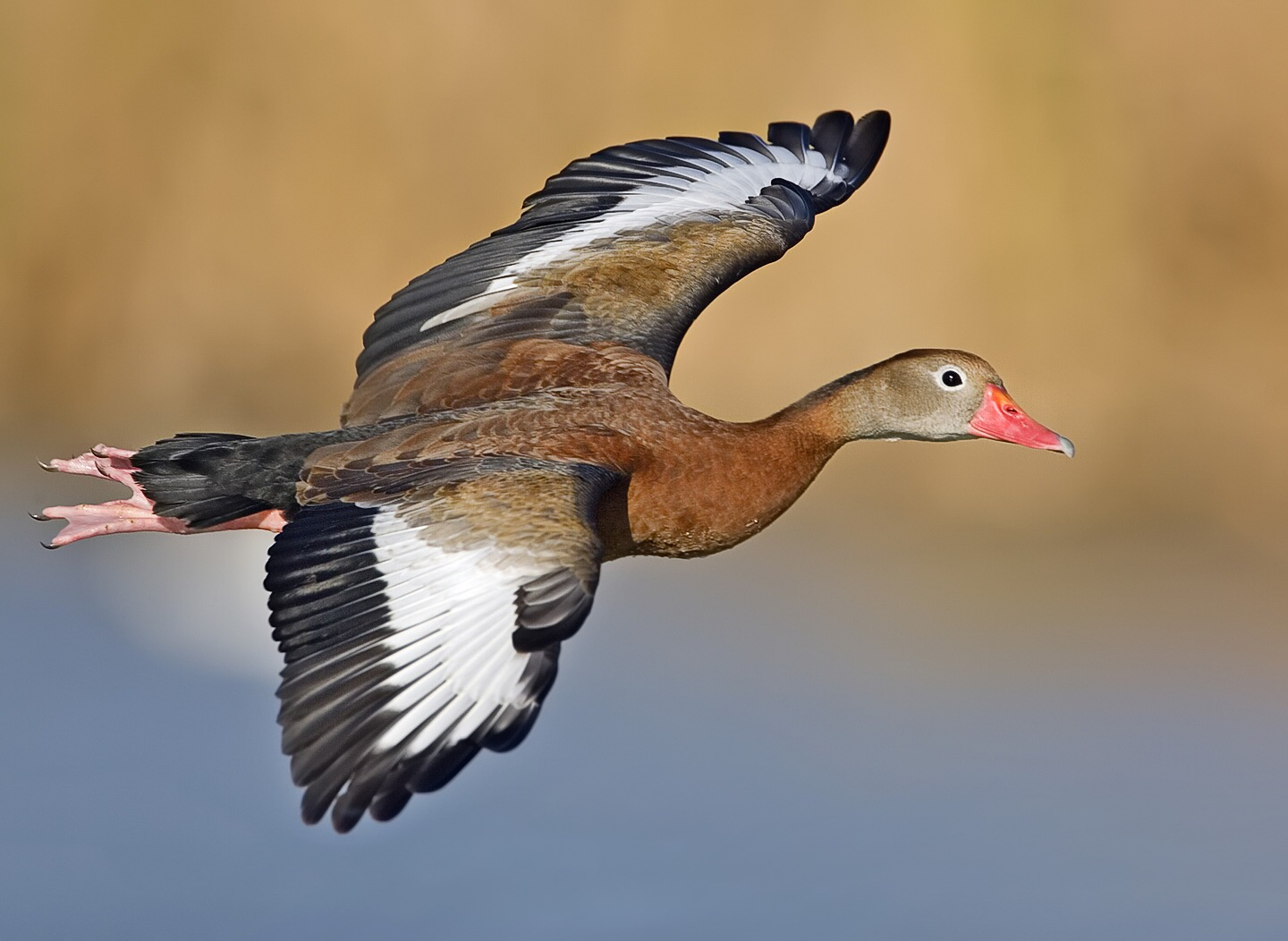
Осенняя свистящая утка (Dendrocygna autumnalis)
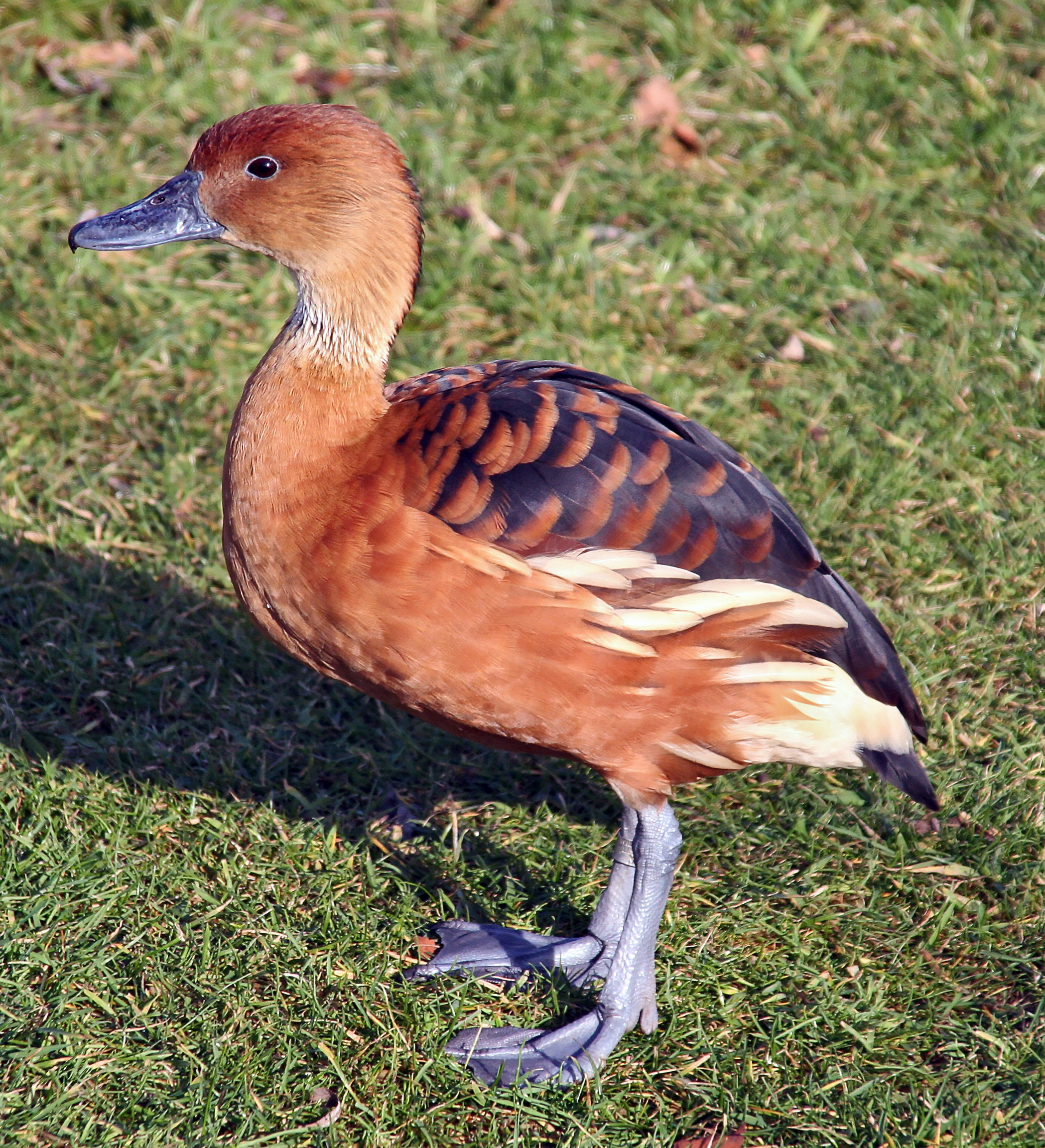
Рыжая свистящая утка (Dendrocygna bicolor)
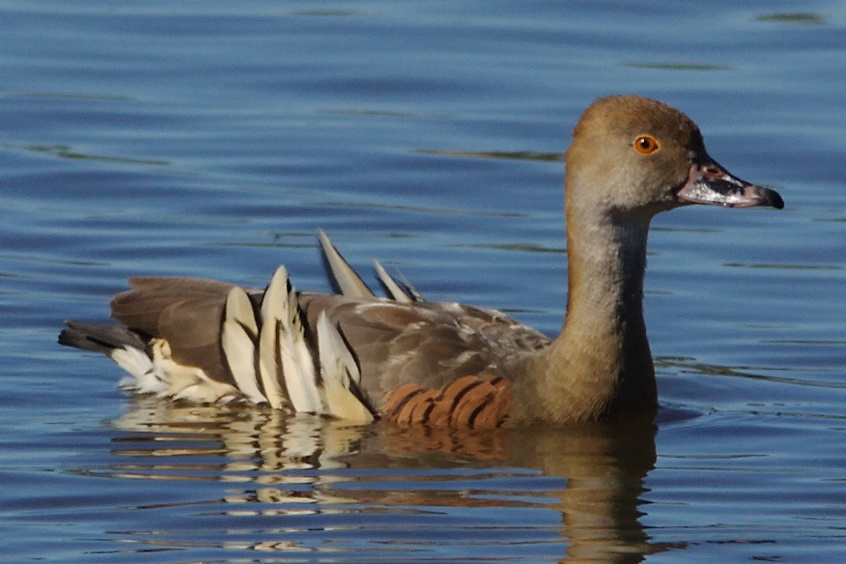
Древесная утка Итона (Dendrocygna eytoni)
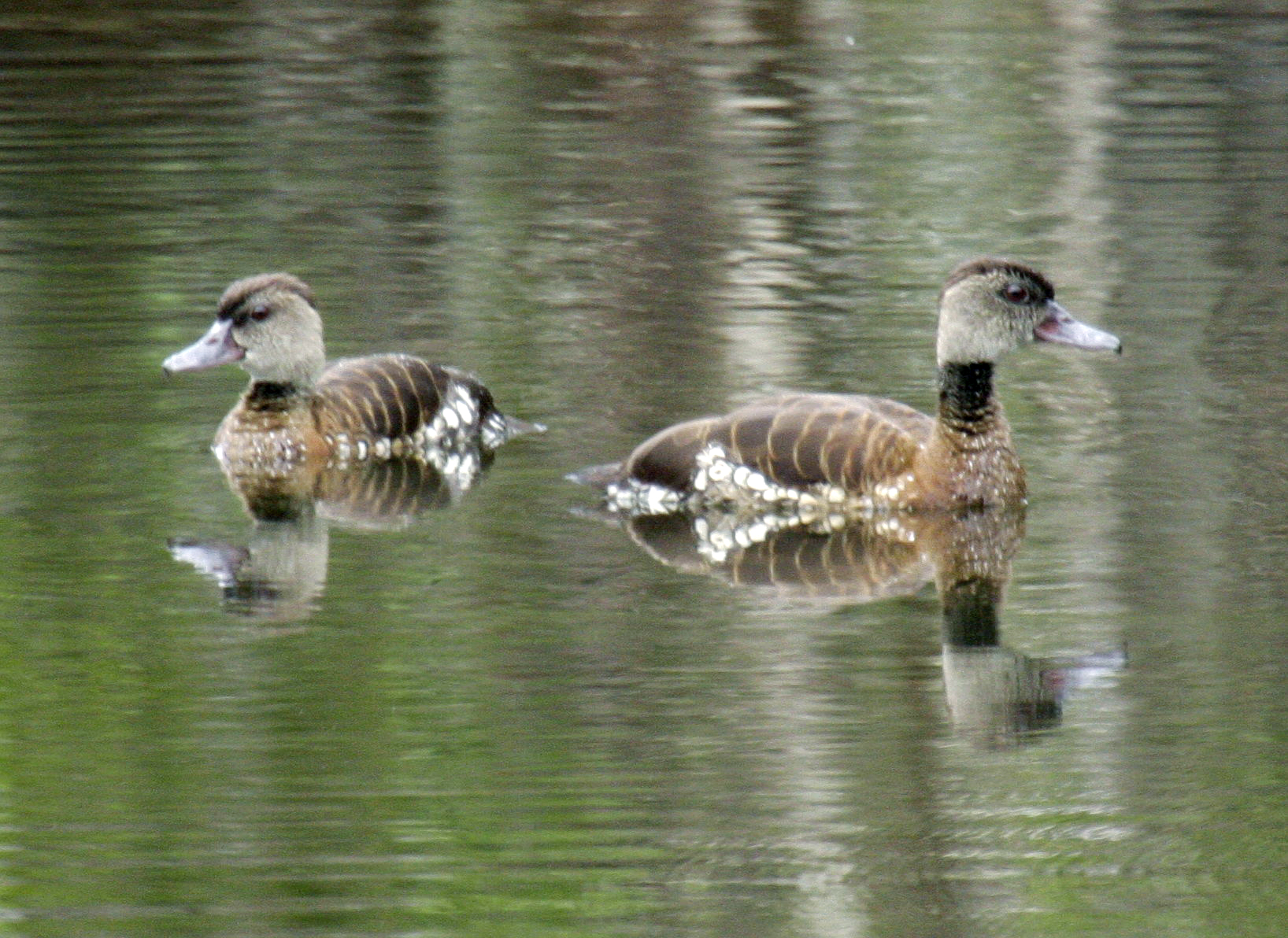
Пятнистая свистящая утка (Dendrocygna guttata)
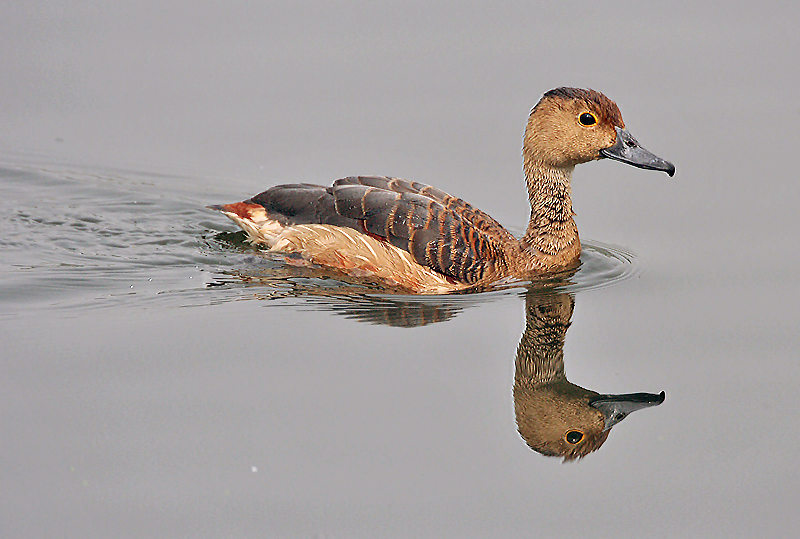
Малая свистящая утка (Dendrocygna javanica)
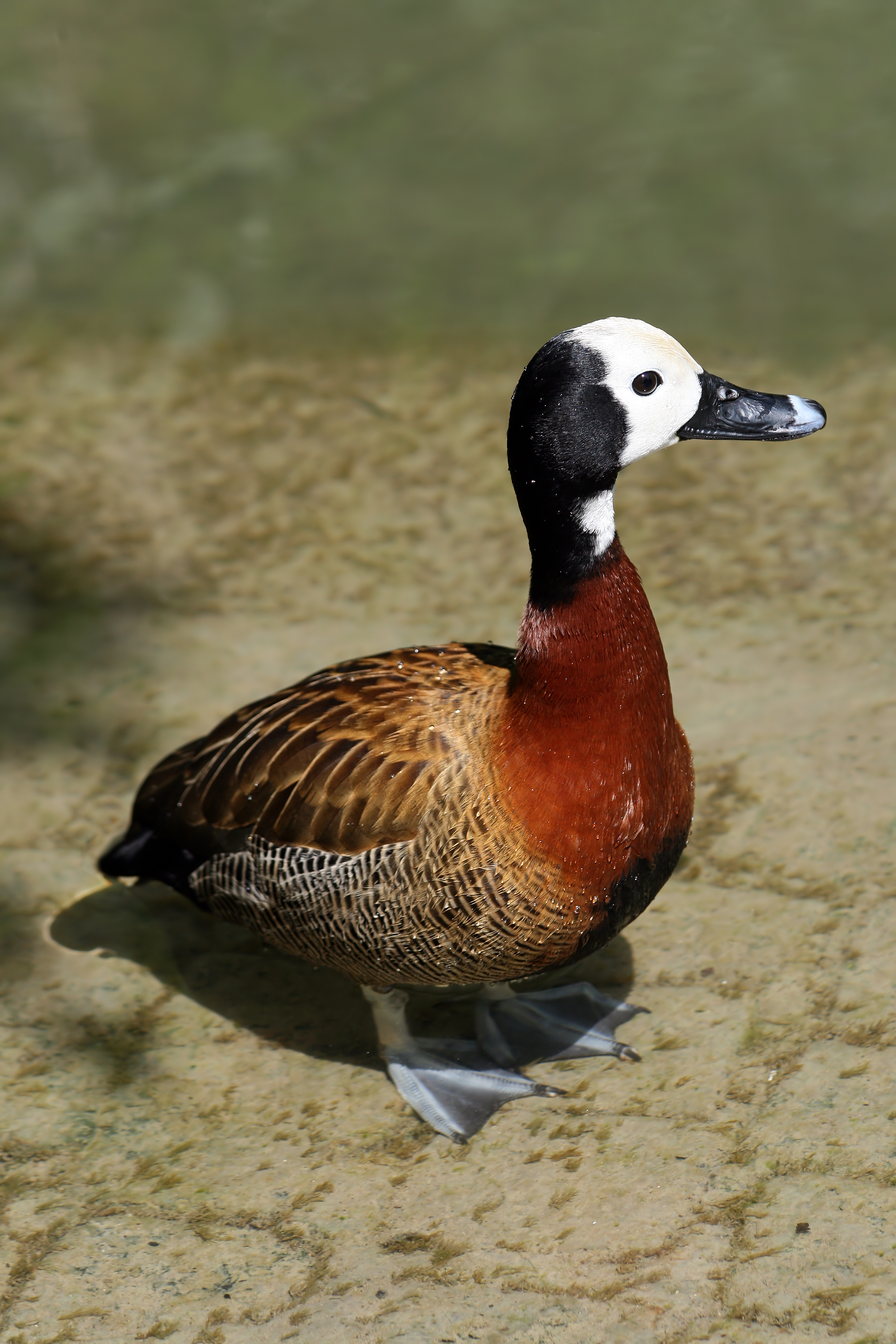
Белолицая свистящая утка (Dendrocygna viduata)